# Qualificazioni al campionato mondiale di calcio 1954
45 squadre partecipano alle qualificazioni per il Campionato mondiale di calcio 1954 per un totale di 16 posti disponibili per la fase finale. La Svizzera (come paese ospitante) e l'Uruguay (come campione in carica) sono qualificate automaticamente, lasciando così solo 14 posti per la fase finale.
La FIFA rigettò le richieste di iscrizione di Islanda, Bolivia, Costa Rica, Cuba, Vietnam del Sud e India.
Le 37 squadre rimanenti furono suddivise in 13 gruppi, basati su criteri geografici:
- gruppi da 1 a 10 - Europa: 11 posti, contesi da 27 squadre (compresi Egitto, Israele e Turchia).
- gruppo 11 - Sudamerica: 1 posto, conteso da 4 squadre.
- gruppo 12 - Nordamerica, Centroamerica e Caraibi: 1 posto, conteso da 3 squadre.
- gruppo 13 - Asia: 1 posto, conteso da 3 squadre.

33 squadre hanno giocato almeno una partita di qualificazione; le partite giocate sono state 57, con 208 gol segnati (con una media di 3,65 gol a partita).

## Gruppi

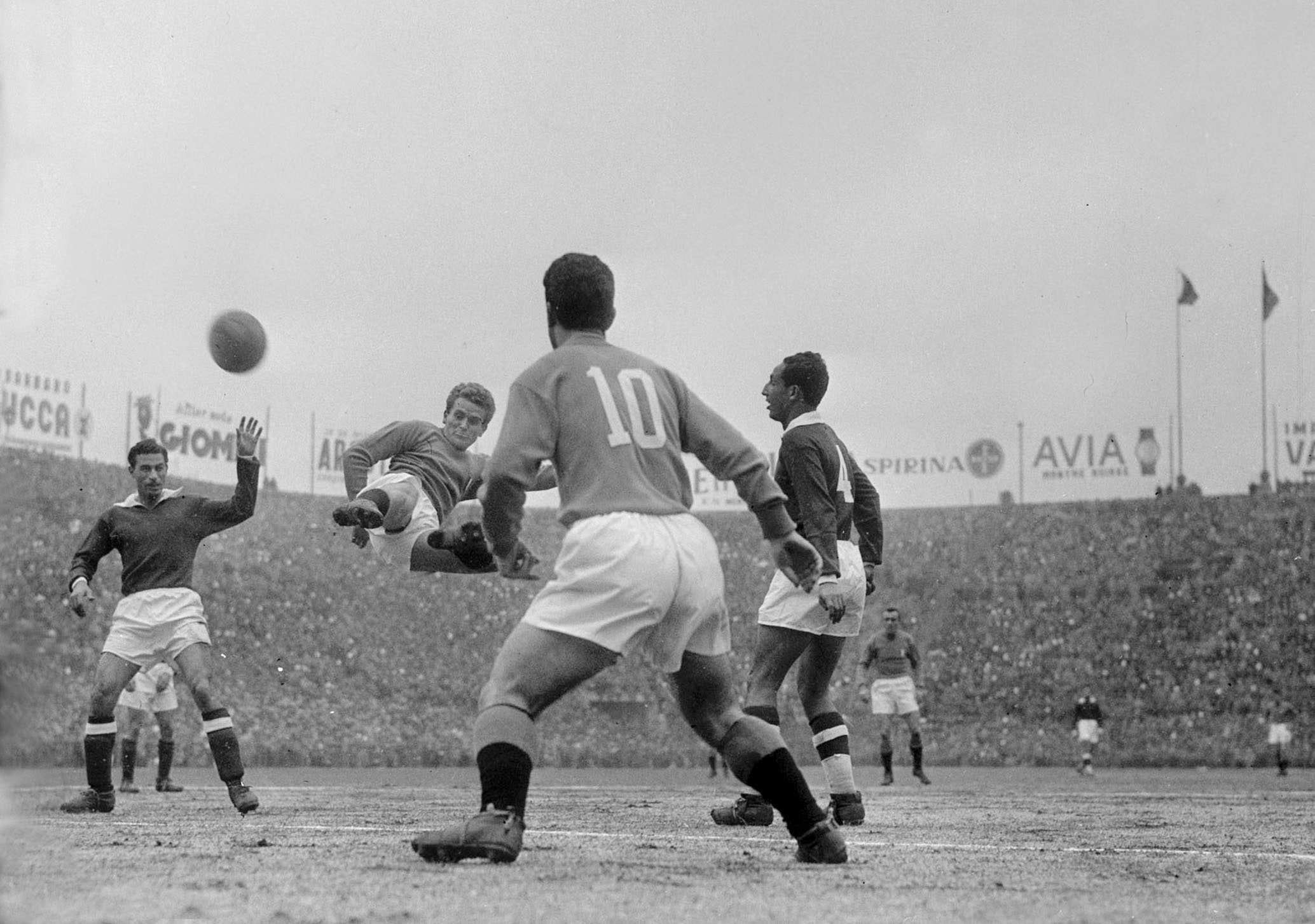
Una sforbiciata del capitano italiano Giampiero Boniperti nella sfida del 24 gennaio 1954 a Milano contro gli egiziani, valevole per il gruppo 9.

I 13 gruppi avevano diversa composizione numerica e diverse regole per la qualificazione:
- I gruppi 1, 2, 4, 8 e 10 erano composti da 3 squadre ciascuno. Le squadre si affrontano in un girone all'italiana andata e ritorno. Si sarebbe qualificata al mondiale la prima classificata.
- Il gruppo 3 era composto da 4 squadre. Le squadre si affrontano in un girone all'italiana di sola andata. Si sarebbero qualificate al mondiale le prime due classificate.
- I gruppi 5, 6, 7 e 9 erano composti da 2 squadre ciascuno. Le squadre si affrontano in una doppia gara andata e ritorno. La vincente del doppio confronto si sarebbe qualificata.
- Il gruppo 11 era composto da 4 squadre. Le squadre si affrontano in un girone all'italiana andata e ritorno. Si sarebbe qualificata al mondiale la prima classificata.
- Il gruppo 12 era composto da 3 squadre. Le squadre si affrontano in un girone all'italiana andata e ritorno, ma gli Stati Uniti giocarono tutte le loro gare all'estero. Si sarebbe qualificata al mondiale la prima classificata.
- Il gruppo 13 era composto da 3 squadre. Dopo il ritiro di Taiwan prima dell'inizio del torneo di qualificazione le due squadre rimanenti si affrontarono in uno spareggio andata e ritorno. La vincente del doppio confronto si sarebbe qualificata.

### Gruppo 1 (Europa)
| Data             | Luogo       |                | Risultato |                |
| ---------------- | ----------- | -------------- | --------- | -------------- |
| 24 giugno 1953   | Oslo        | Norvegia       | 2-3       | Saar           |
| 19 agosto 1953   | Oslo        | Norvegia       | 1-1       | Germania Ovest |
| 11 ottobre 1953  | Stoccarda   | Germania Ovest | 3-0       | Saar           |
| 8 novembre 1953  | Saarbrücken | Saar           | 0-0       | Norvegia       |
| 22 novembre 1953 | Amburgo     | Germania Ovest | 5-1       | Norvegia       |
| 28 marzo 1954    | Saarbrücken | Saar           | 1-3       | Germania Ovest |

| Pos | Squadra        | Pts | G | V | N | P | GF | GS |
| --- | -------------- | --- | - | - | - | - | -- | -- |
| 1   | Germania Ovest | 7   | 4 | 3 | 1 | 0 | 12 | 3  |
| 2   | Saar           | 3   | 4 | 1 | 1 | 2 | 4  | 8  |
| 3   | Norvegia       | 2   | 4 | 0 | 2 | 2 | 4  | 9  |

 Germania Ovest qualificata.

### Gruppo 2 (Europa)
| Data              | Luogo     |           | Risultato |           |
| ----------------- | --------- | --------- | --------- | --------- |
| 25 maggio 1953    | Helsinki  | Finlandia | 2-4       | Belgio    |
| 28 maggio 1953    | Stoccolma | Svezia    | 2-3       | Belgio    |
| 5 agosto 1953     | Helsinki  | Finlandia | 3-3       | Svezia    |
| 16 agosto 1953    | Stoccolma | Svezia    | 4-0       | Finlandia |
| 23 settembre 1953 | Bruxelles | Belgio    | 2-2       | Finlandia |
| 8 ottobre 1953    | Bruxelles | Belgio    | 2-0       | Svezia    |

| Pos | Squadra   | Pts | G | V | N | P | GF | GS |
| --- | --------- | --- | - | - | - | - | -- | -- |
| 1   | Belgio    | 7   | 4 | 3 | 1 | 0 | 11 | 6  |
| 2   | Svezia    | 3   | 4 | 1 | 1 | 2 | 9  | 8  |
| 3   | Finlandia | 2   | 4 | 0 | 2 | 2 | 7  | 13 |

 Belgio qualificato.

### Gruppo 3 (Europa)
Inghilterra e  Scozia qualificate.

### Gruppo 4 (Europa)
| Data              | Luogo                 |             | Risultato |             |
| ----------------- | --------------------- | ----------- | --------- | ----------- |
| 20 settembre 1953 | Città del Lussemburgo | Lussemburgo | 1-6       | Francia     |
| 4 ottobre 1953    | Dublino               | Irlanda     | 3-5       | Francia     |
| 28 ottobre 1953   | Dublino               | Irlanda     | 4-0       | Lussemburgo |
| 25 novembre 1953  | Parigi                | Francia     | 1-0       | Irlanda     |
| 27 dicembre 1953  | Parigi                | Francia     | 8-0       | Lussemburgo |
| 7 marzo 1954      | Città del Lussemburgo | Lussemburgo | 0-1       | Irlanda     |

| Pos | Squadra     | Pts | G | V | N | P | GF | GS |
| --- | ----------- | --- | - | - | - | - | -- | -- |
| 1   | Francia     | 8   | 4 | 4 | 0 | 0 | 20 | 4  |
| 2   | Irlanda     | 4   | 4 | 2 | 0 | 2 | 8  | 6  |
| 3   | Lussemburgo | 0   | 4 | 0 | 0 | 4 | 1  | 19 |

 Francia qualificata.

### Gruppo 5 (Europa)
| Data              | Luogo   |            | Risultato |            |
| ----------------- | ------- | ---------- | --------- | ---------- |
| 27 settembre 1953 | Vienna  | Austria    | 9-1       | Portogallo |
| 29 novembre 1953  | Lisbona | Portogallo | 0-0       | Austria    |

| Pos | Squadra    | Pts | G | V | N | P | GF | GAS |
| --- | ---------- | --- | - | - | - | - | -- | --- |
| 1   | Austria    | 3   | 2 | 1 | 1 | 0 | 9  | 1   |
| 2   | Portogallo | 1   | 2 | 0 | 1 | 1 | 1  | 9   |

 Austria qualificata.

### Gruppo 6 (Europa e Asia)
| Data           | Luogo    |         | Risultato |         |
| -------------- | -------- | ------- | --------- | ------- |
| 6 gennaio 1954 | Madrid   | Spagna  | 4-1       | Turchia |
| 14 marzo 1954  | Istanbul | Turchia | 1-0       | Spagna  |

| Pos | Squadra | Pts | G | V | N | P | GF | GS |
| --- | ------- | --- | - | - | - | - | -- | -- |
| 1=  | Spagna  | 2   | 2 | 1 | 0 | 1 | 4  | 2  |
| 1=  | Turchia | 2   | 2 | 1 | 0 | 1 | 2  | 4  |

Spagna e Turchia finirono a pari punti, per cui si rese necessario uno spareggio su un campo neutro per decidere quale delle due si sarebbe qualificata.
| Data          | Luogo |         | Risultato |        |
| ------------- | ----- | ------- | --------- | ------ |
| 17 marzo 1954 | Roma  | Turchia | 2-2       | Spagna |

Turchia qualificata per sorteggio.

### Gruppo 7 (Europa)
Polonia si ritirò.
 Ungheria qualificata automaticamente.

### Gruppo 8 (Europa)
| Data             | Luogo    |                | Risultato |                |
| ---------------- | -------- | -------------- | --------- | -------------- |
| 14 giugno 1953   | Praga    | Cecoslovacchia | 2-0       | Romania        |
| 28 giugno 1953   | Bucarest | Romania        | 3-1       | Bulgaria       |
| 6 settembre 1953 | Sofia    | Bulgaria       | 1-2       | Cecoslovacchia |
| 11 ottobre 1953  | Sofia    | Bulgaria       | 1-2       | Romania        |
| 25 ottobre 1953  | Bucarest | Romania        | 0-1       | Cecoslovacchia |
| 8 novembre 1953  | Praga    | Cecoslovacchia | 0-0       | Bulgaria       |

| Pos | Squadra        | Pts | G | V | N | P | GF | GS |
| --- | -------------- | --- | - | - | - | - | -- | -- |
| 1   | Cecoslovacchia | 7   | 4 | 3 | 1 | 0 | 5  | 1  |
| 2   | Romania        | 4   | 4 | 2 | 0 | 2 | 5  | 5  |
| 3   | Bulgaria       | 1   | 4 | 0 | 1 | 3 | 3  | 7  |

 Cecoslovacchia qualificata.

### Gruppo 9 (Europa e Africa)
| Data             | Luogo    |        | Risultato |        |
| ---------------- | -------- | ------ | --------- | ------ |
| 13 novembre 1953 | Il Cairo | Egitto | 1-2       | Italia |
| 24 gennaio 1954  | Milano   | Italia | 5-1       | Egitto |

| Pos | Squadra | Pts | G | V | N | P | GF | GS |
| --- | ------- | --- | - | - | - | - | -- | -- |
| 1   | Italia  | 4   | 2 | 2 | 0 | 0 | 7  | 2  |
| 2   | Egitto  | 0   | 2 | 0 | 0 | 2 | 2  | 7  |

 Italia qualificata.

### Gruppo 10 (Europa e Asia)
| Data             | Luogo     |            | Risultato |            |
| ---------------- | --------- | ---------- | --------- | ---------- |
| 9 maggio 1953    | Belgrado  | Jugoslavia | 1-0       | Grecia     |
| 1º novembre 1953 | Atene     | Grecia     | 1-0       | Israele    |
| 8 novembre 1953  | Skopje    | Jugoslavia | 1-0       | Israele    |
| 7 marzo 1954     | Ramat Gan | Israele    | 0-2       | Grecia     |
| 21 marzo 1954    | Ramat Gan | Israele    | 0-1       | Jugoslavia |
| 28 marzo 1954    | Atene     | Grecia     | 0-1       | Jugoslavia |

| Pos | Squadra    | Pts | G | V | N | P | GF | GS |
| --- | ---------- | --- | - | - | - | - | -- | -- |
| 1   | Jugoslavia | 8   | 4 | 4 | 0 | 0 | 4  | 0  |
| 2   | Grecia     | 4   | 4 | 2 | 0 | 2 | 3  | 2  |
| 3   | Israele    | 0   | 4 | 0 | 0 | 4 | 0  | 5  |

 Jugoslavia qualificata.

### Gruppo 11 (Sudamerica)
Perù si ritirò.
| Data             | Luogo             |          | Risultato |          |
| ---------------- | ----------------- | -------- | --------- | -------- |
| 14 febbraio 1954 | Asunción          | Paraguay | 4-0       | Cile     |
| 21 febbraio 1954 | Santiago del Cile | Cile     | 1-3       | Paraguay |
| 28 febbraio 1954 | Santiago del Cile | Cile     | 0-2       | Brasile  |
| 7 marzo 1954     | Asunción          | Paraguay | 0-1       | Brasile  |
| 14 marzo 1954    | Rio de Janeiro    | Brasile  | 1-0       | Cile     |
| 21 marzo 1954    | Rio de Janeiro    | Brasile  | 4-1       | Paraguay |

| Pos | Squadra  | Pts | G | V | N | P | GF | GS |
| --- | -------- | --- | - | - | - | - | -- | -- |
| 1   | Brasile  | 8   | 4 | 4 | 0 | 0 | 8  | 1  |
| 2   | Paraguay | 4   | 4 | 2 | 0 | 2 | 8  | 6  |
| 3   | Cile     | 0   | 4 | 0 | 0 | 4 | 1  | 10 |

 Brasile qualificato.

### Gruppo 12 (Nordamerica, Centroamerica e Caraibi)
Gli Stati Uniti giocarono tutte le loro gare all'estero.
| Data             | Luogo             |         | Risultato |             |
| ---------------- | ----------------- | ------- | --------- | ----------- |
| 19 luglio 1953   | Città del Messico | Messico | 8-0       | Haiti       |
| 27 dicembre 1953 | Port au Prince    | Haiti   | 0-4       | Messico     |
| 10 gennaio 1954  | Città del Messico | Messico | 4-0       | Stati Uniti |
| 14 gennaio 1954  | Città del Messico | Messico | 3-1       | Stati Uniti |
| 3 aprile 1954    | Port au Prince    | Haiti   | 2-3       | Stati Uniti |
| 4 aprile 1954    | Port au Prince    | Haiti   | 0-3       | Stati Uniti |

| Pos | Squadra     | Pts | G | V | N | P | GF | GS |
| --- | ----------- | --- | - | - | - | - | -- | -- |
| 1   | Messico     | 8   | 4 | 4 | 0 | 0 | 19 | 1  |
| 2   | Stati Uniti | 4   | 4 | 2 | 0 | 2 | 7  | 9  |
| 3   | Haiti       | 0   | 4 | 0 | 0 | 4 | 2  | 18 |

Messico qualificato.

### Gruppo 13 (Asia)
Taiwan si ritirò.
| Data          | Luogo |          | Risultato |               |
| ------------- | ----- | -------- | --------- | ------------- |
| 7 marzo 1954  | Tokyo | Giappone | 1-5       | Corea del Sud |
| 14 marzo 1954 | Tokyo | Giappone | 2-2       | Corea del Sud |

| Pos | Squadra       | Pts | G | V | N | P | GF | GS |
| --- | ------------- | --- | - | - | - | - | -- | -- |
| 1   | Corea del Sud | 3   | 2 | 1 | 1 | 0 | 7  | 3  |
| 2   | Giappone      | 1   | 2 | 0 | 1 | 1 | 3  | 7  |

  Corea del Sud qualificata.

## Squadre qualificate

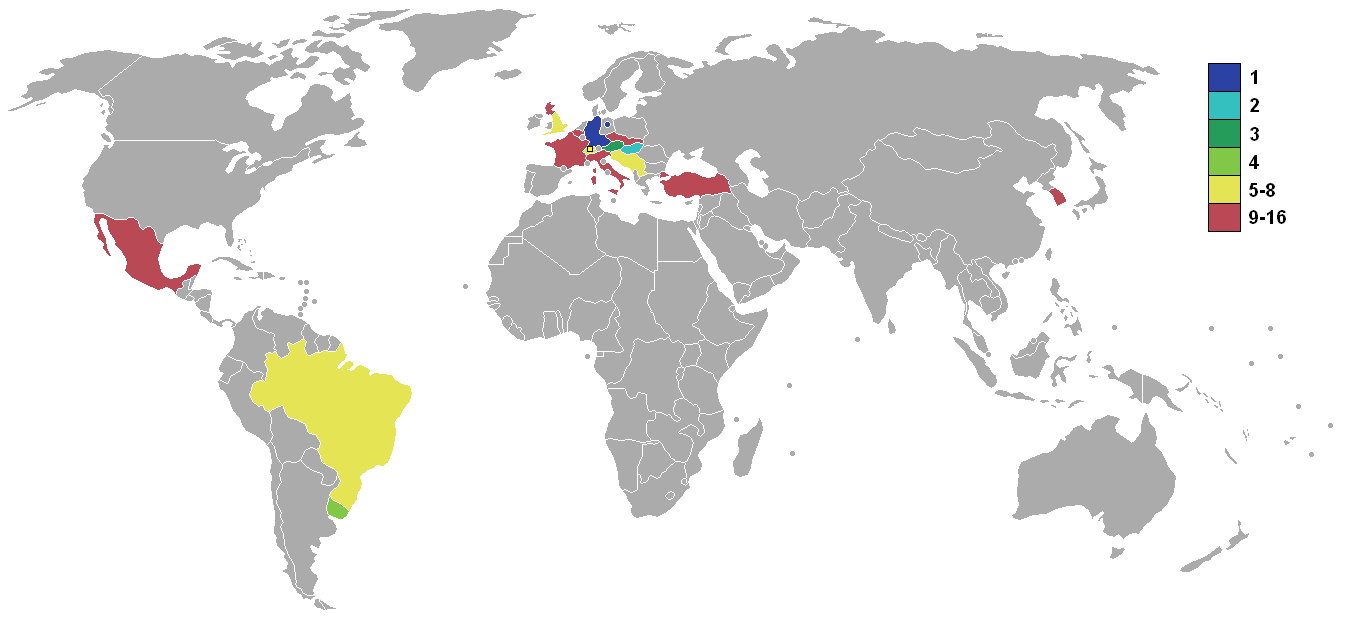
Le nazioni qualificate per il campionato mondiale di calcio del 1954

| Nazione        | Numero di presenze | Numero di presenze consecutive | Ultima apparizione |
| -------------- | ------------------ | ------------------------------ | ------------------ |
| Austria        | 2                  | 1                              | 1934               |
| Belgio         | 4                  | 1                              | 1938               |
| Brasile        | 5                  | 5                              | 1950               |
| Cecoslovacchia | 3                  | 1                              | 1938               |
| Corea del Sud  | 1                  | 1                              | esordiente         |
| Francia        | 4                  | 1                              | 1938               |
| Germania Ovest | 3                  | 1                              | 1938               |
| Inghilterra    | 2                  | 2                              | 1950               |
| Italia         | 4                  | 4                              | 1950               |
| Jugoslavia     | 3                  | 2                              | 1950               |
| Messico        | 3                  | 2                              | 1950               |
| Scozia         | 1                  | 1                              | esordiente         |
| Svizzera       | 4                  | 4                              | 1950               |
| Turchia        | 1                  | 1                              | esordiente         |
| Ungheria       | 3                  | 1                              | 1938               |
| Uruguay        | 3                  | 2                              | 1950               |